# Daniel Cambronero
Daniel Arturo Cambronero Solano (San José, 1º dicembre 1987) è un calciatore costaricano, portiere del Desamparados.